# Борьба нигилизма с честностью
«Борьба нигилизма с честностью» — задуманная, но неопубликованная пьеса-фельетон русского писателя XIX века Фёдора Михайловича Достоевского. Сатирическое стихотворное произведение предназначалось для «Последней странички» политической литературной газеты-журнала «Гражданин» Владимира Петровича Мещерского. Черновые наброски замысла были впервые опубликованы 19 февраля 1931 года в десятом номере «Литературной газеты».

## Возникновение замысла
Офицер, впрочем отставной и из Костромы; 40 лет; собой как и все; капельку толст. Со шпагой и при своём капитале. Желает исполнить закон. Но слышал о нигилистах и, прежде чем выбрать себе невесту, желает истребить их всех до единого. С этой целью прибыл в столицу. Читал не много, слышал не ясно. О фиктивном браке не имеет понятия, что и составляет фатум статьи. Губит себя излишним благородством души, хотя заметно неостроумен. Пылок. Поражается умом. При всякой новой идее стоит как баран, увидавший новые ворота; но, раскусив противоречие, мигом весь краснеет как индийский петух и сердится. Вообще глупая смесь бараньего и петушьего. Любит сладкое. Замечательно добрый человек
Первоначальный черновой вариант замысла исследователями творчества Достоевского относится к подготовительным материалам 1864 года к рассказу «Крокодил», среди которых встречается возможное развитие сюжета: «Достал стишки „Офицер и нигилистка“». Предположительно, изначально данные «стишки» должны были стать одним из многочисленных вставных элементов рассказа. Помимо данных «стишков» в черновиках присутствовало множество других пародийных стихотворных материалов.
Уже в 1864 году замысел отделился от рассказа и с заголовком «Офицер и нигилистка» упоминался Достоевским в записной книжке 1864—1865 годов. Произведение задумывалось для полемики с леворадикальной прессой по «женскому вопросу».

## Разработка пьесы
К данному замыслу Достоевский вернулся только в середине 1873 года, работая редактором газеты-журнала «Гражданин». Первоначальная идея «стишков» была существенно доработана — появились новые жанровые особенности и сменилось название. Именно с этого момента замысел становится известен как «Борьба нигилизма с честностью» с авторским подзаголовком «сцена почище комедии». В результате переработки черновика замысла он превратился в законченное произведение со всеми атрибутами драматургического текста. Были прописаны подробные характеристики всех действующих лиц, разработаны эскизы декораций и написаны подробные авторские ремарки.
Нигилистка, 22 года, стрижена. Особа путешествующая. Слушала лекции; делала ответы; видала виды. Хитра и пронырлива. Фанатична. Брюнетка, стройна, недурна очень и знает это. Напоминает осу. Любит горькое. Пропагандирует где попало, даже на лестницах
При работе над замыслом Достоевский воспользовался знакомым и проверенным художественным средством — «сатирическим переосмыслением и комическим воспроизведением идейных аргументов» противоборствующих сторон. С одной стороны, у писателя оказалась Нигилистка, «излишне ретивая» сторонница эмансипации, а с другой — Офицер, тёмный провинциальный упорный противник независимости женщин. Писатель критикует сразу обе стороны, что было характерно для «антинигилистической» литературы того времени, скептически относящейся и к воинствующим ретроградам, напоминающим персонажей Салтыкова-Щедрина, и к внешним демонстративным проявлениям эмансипации женщин — стриженым волосам и естественным наукам.
Достоевский явным образом выражает неверие в бескорыстность вождей нигилизма и Г. Е. Благосветлова в частности. Пьеса перекликается с ироническим советом из «баллады с тенденцией» А. К. Толстого: «Чтоб русская держава / Спаслась от их затеи, / Повесить Станислава / Всем вожакам на шеи! / Тогда пойдёт всё гладко / И станет всё на место». В композиционном плане литературоведами было отмечено оригинальное сочетание персонификации оппонентов, непосредственного называния их имён с традициями гоголевской драматургии.